# Poteau (Oklahoma)
Pour les articles homonymes, voir Poteau (homonymie).
La ville américaine de Poteau (en anglais [ˈpoʊtoʊ]) est le siège du comté de Le Flore, dans l’État d’Oklahoma. Lors du recensement de 2000, elle comptait 7 939 habitants.
La ville est traversée par la rivière Poteau qui lui a donné son nom.

## Histoire
Plusieurs explorateurs français et coureurs des bois canadiens-français sont passés dans cette région occidentale de la Louisiane française et ont atteint Santa Fe : Pierre Antoine et Paul Mallet (1739), Satren (1749], et Chapuis (1752). Le site de Poteau fut un avant-poste et un poste de traite avec les Amérindiens. L'explorateur Pierre Vial découvrit la piste de Santa Fe en 1792.

## Source
1. ↑  Jean-Marie Montbarbut Du Plessis, Si l'Amérique française m'était contée, éditions de l’Hexagone, Montréal, 1990, p.171

- (en) Cet article est partiellement ou en totalité issu de l’article de Wikipédia en anglais intitulé « Poteau, Oklahoma » (voir la liste des auteurs).